# L'Imperfetto in Tour
L'imperfetto in Tour è una tournée del cantante Renato Zero collegata all'album Sulle tracce dell'imperfetto iniziata il 26 settembre del 1995 e conclusa il primo novembre dello stesso anno.

## Le date
- Roseto degli Abruzzi - 26/09/1995 (prove)
- Acireale - 01/10/1995
- Roma - 03-04/10/1995
- Bologna - 07/10/1995
- Firenze - 09-10/10/1995
- Treviso - 13/10/1995
- Montichiari - 14/10/1995
- Bari - 17/10/1995
- Napoli - 18/10/1995
- Torino - 20/10/1995
- Ancona - 21/10/1995
- Milano - 23-24/10/1995
- Firenze - 26-27/10/1995
- Roma - 30-31/10/1995
- Genova - 01/11/1995

## La scaletta
1. Amando amando
2. Siamo eroi
3. Facce
4. Niente trucco stasera
5. Bella gioventù
6. Felici e perdenti
7. Una magia
8. Motel
9. Un uomo da bruciare
10. Ancora gente
11. Potrebbe essere Dio
12. Madame
13. Sogni di latta
14. Nel fondo di un amore
15. Aria di pentimenti
16. Qualcuno mi renda l'anima
17. Nei giardini che nessuno sa
18. Sesso o esse
19. Supersolo
20. Roma malata
21. I migliori anni della nostra vita
22. Paleobarattolo
23. Medley : Triangolo - Mi vendo
24. Più Su